# Conostylis pusilla
Conostylis pusilla är en enhjärtbladig växtart som beskrevs av Stephan Ladislaus Endlicher. Conostylis pusilla ingår i släktet Conostylis och familjen Haemodoraceae. Inga underarter finns listade.